# Puertoricoamazon
Puertoricoamazon (Amazona vittata) är en fågel i familjen västpapegojor inom ordningen papegojfåglar, den enda nu levande arten av släktet Amazona i Puerto Ricos arkipelag, där den är endemisk.

## Utseende
Fågeln är 28–30 centimeter lång, övervägande grön papegoja med röd panna, vita ringar runt ögonen och blå tvåtonade handpennor. Den i Puerto Rico införda hispaniolaamazonen har vit panna, rödbrun buk och blått även på armpennorna.

## Levnadssätt
Puertoricoamazon når könsmognad vid mellan tre och fyra års ålder. Den häckar en gång per år i hål i trädstammar. När honan har lagt äggen stannar hon kvar i boet och ruvar dem kontinuerligt tills de kläcks. Ungarna matas av båda föräldrarna och blir flygga 60 till 65 dagar efter kläckning. Den här papegojans föda är varierad och består av blommor, frukter, blad, bark och nektar som erhålls från skogens toppskikt.

## Utbredning och systematik
Puertoricoamazon delas in i två underarter med följande utbredning:
- Amazona vittata vittata – förekommer i bergsskogarna på östra Puerto Rico
- Amazona vittata. gracilipes – förekom tidigare på Culebra utanför östra Puerto Rico, numera utdöd

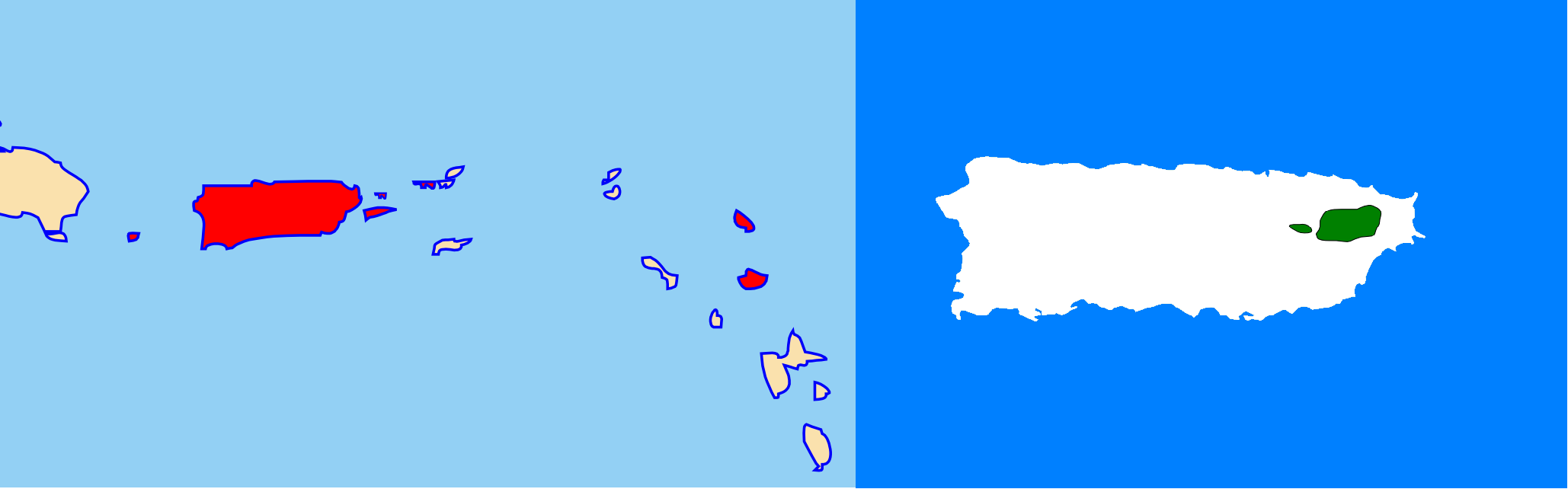
Artens utbredningsområde.

## Status och hot
Arten är den enda kvarvarande inhemska papegojan i Puerto Rico och har varit listad som akut hotad av Internationella naturvårdsunionen sedan 1994. Den tidigare omfattande och väl spridda populationen minskade drastiskt under 1800-talet och tidigt 1900-tal på grund av att de flesta av dess naturliga livsmiljöer förstördes. Arten har helt försvunnit från öarna Vieques och Mona, Puerto Rico, som båda ligger nära den största ön i Puerto Rico-arkipelagen. Insatser för att rädda arten från utrotning påbörjades 1968. År 2012 uppskattades den totala populationen till 58-80 individer i det vilda och drygt 300 individer i fångenskap.

## Namn
Släktesnamnet Amazona, och därmed det svenska gruppnamnet, kommer av att Georges-Louis Leclerc de Buffon kallade olika sorters papegojor från tropiska Amerika Amazone, helt enkelt för att de kom från området kring Amazonfloden. Ursprunget till flodens namn i sin tur är omtvistat. Den mest etablerade förklaringen kommer från när kvinnliga krigare attackerade en expedition på 1500-talet i området ledd av Francisco de Orellana. Han associerade då till amasoner, i grekisk mytologi en stam av iranska kvinnokrigare i Sarmatien i Skytien. Andra menar dock att namnet kommer från ett lokalt ord, amassona, som betyder "förstörare av båtar".

## Bilder

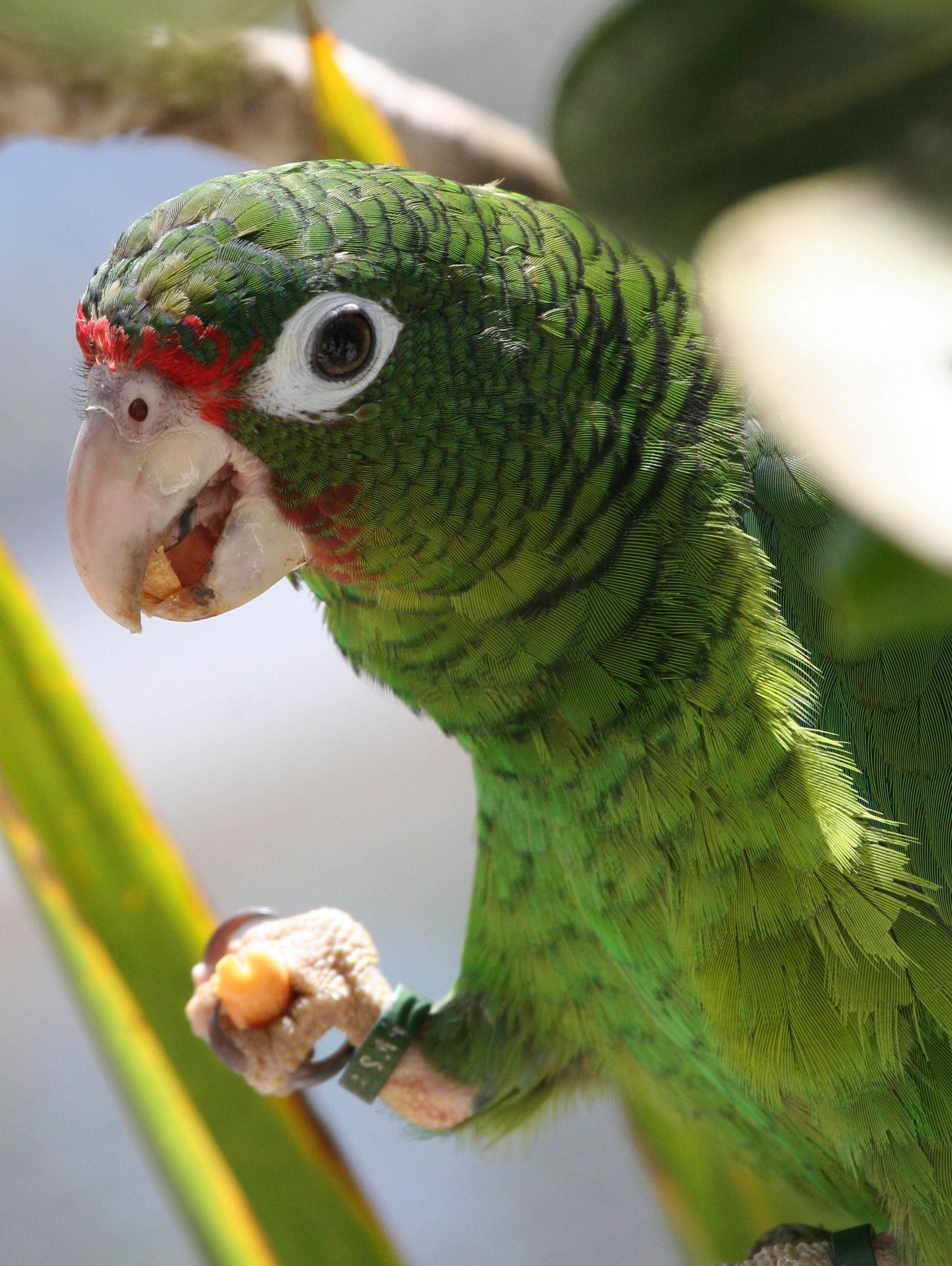
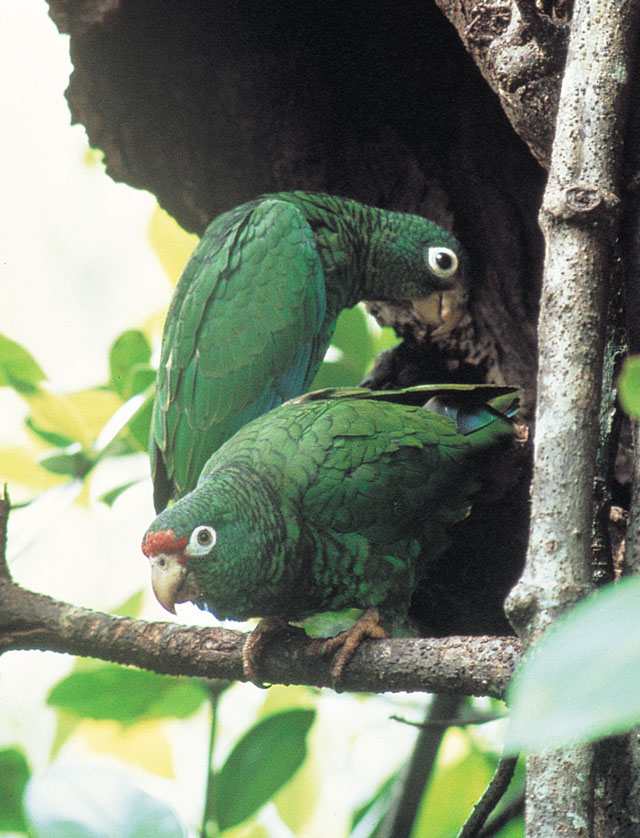
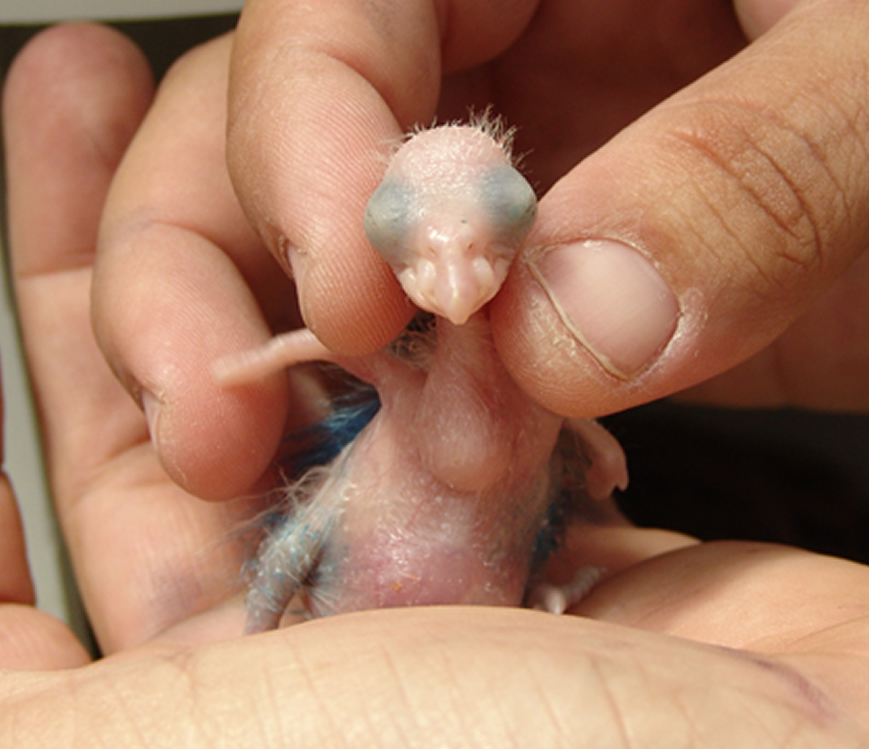